# Caterina Ferin
Caterina Ferin (13 febbraio 2000) è una calciatrice italiana, attaccante del Cesena.

## Carriera

### Club
Caterina Ferin cresce calcisticamente nelle formazioni giovanili del Rivolto, società dell'omonima frazione del comune di Codroipo, mettendosi in luce per le qualità del gioco e venendo scelta dal Comitato Regionale per rappresentare il Friuli-Venezia Giulia nei tornei riservati alle giovanili regionali Under-15.
Le prestazioni offerte nei tornei giovanili convincono gli osservatori del Pordenone di proporla alla società che dalla stagione 2015-2016 la inserisce in rosa con la formazione titolare che partecipa al campionato di Serie B, secondo livello del campionato italiano femminile di calcio. L'allora tecnico Fabio Toffolo la fa esordire il 24 aprile 2016 quando all'89' sostituisce Antonella Paoletti nell'incontro vinto in trasferta per 2-1 con le avversarie del Vicenza, e prima della fine del campionato marca altre due presenze, con la seconda, 20 giornata dove sigla due delle 6 reti con cui la sua squadra si impone sul Foligno.
Ferin rimane legata alla società anche dopo che, causa difficoltà finanziarie derivanti dalla perdita dello sponsor, decide di non iscriversi al campionato successivo e, ritrattando la decisione di dichiarare la sua inattività, di ripartire da un livello più basso della piramide del campionato. Causa la cessazione del campionato regionale di Serie C organizzato dalla sezione Friuli-Venezia Giulia della LND, la società decide di iscrivere la squadra al campionato regionale di Serie C Veneto concludendo al terzo posto a 4 punti da Bassano e Keralpen Belluno. Ferin e compagne riescono in quella stagione ad arrivare alla finale della Coppa Italia Regionale, persa poi con la Florentia S.G., ma dato che quest'ultima ha già vinto il proprio girone di campionato, la squadra viene ammessa al campionato di Serie B 2017-2018. Prima dell'inizio della stagione viene sottoscritto un accordo tra i presidenti del Pordenone Calcio Mauro Lovisa e del Graphistudio Pordenone Antonello Colle per presentare la squadra femminile con i colori sociali della società maschile.
Sotto la direzione del tecnico Sara Di Filippo la squadra, iscritta al girone C, riesce ad avere delle prestazioni da metà classifica terminando il campionato al 7º posto che, in base al nuovo regolamento, vede retrocedere la squadra nella rinnovata Serie C 2018-2019 senza però iscriversi. nel corso della stagione Ferin marca 27 presenze su 30 partite di campionato e sigla 7 reti.
Durante il successivo calciomercato estivo si trasferisce con la compagna di squadra Laura Perin al Tavagnacco per disputare la stagione entrante nel campionato di Serie A per la prima volta in carriera. Partita titolare fin dalla 1ª giornata, Ferin riesce a essere determinante in più occasioni, tra le quali riesce a trovare il pareggio alla 7ª giornata nell'incontro casalingo con il Sassuolo, così come una settimana più tardi sigla la rete del parziale recupero sull'1-1 in casa del ChievoVerona Valpo e la prima rete del recupero alla 12ª giornata nella trasferta con l'Orobica, incontro poi pareggiato sul 3-3.

### Nazionale
L'interesse da parte della FIGC per Caterina Ferin si limita a qualche convocazione, prima nella formazione Under-16 e poi nei vari stage di perfezionamento che vedono gli staff tecnici delle formazioni Under-17, Under-19 e nazionale maggiore tenuto presso il Centro tecnico federale di Coverciano per valutare 46 calciatrici nate tra il 2000 e il 2003.